# Ingvar Andreasson
Ingvar Andreasson (28 januari 1959) is een Zweedse schaker met een FIDE-rating van 2363 in 2016. 
In november 1980 speelde hij in Manchester in het "Benedictine" Open internationaal toernooi; hij eindigde op een vierde plaats. 
In juli 2005 speelde Andreasson mee in het toernooi om het kampioenschap van Zweden dat in Göteborg gehouden werd en eindigde daar met 3 punten op de dertiende plaats. Stellan Brynell werd met 9 punten uit 13 ronden kampioen.
Vanaf de jaren 90 speelt hij voor SK Kamraterna (Göteborg). 

## Externe koppelingen
- (en)   Informatie over schaakpartijen van Ingvar Andreasson op ChessGames.com
- (en)   Informatie over schaakpartijen van Ingvar Andreasson op 365chess.com
- (en)  FIDE-ratinggegevens voor Ingvar Andreasson
- website SK Kamraterna